# Họ Đa tu thảo
Họ Đa tu thảo (danh pháp khoa học: Dasypogonaceae) là một họ trong thực vật có hoa. Họ này nói chung không được nhiều nhà phân loại học công nhận. Các loài trong họ này trước đây nói chung hay được đưa vào họ Xanthorrhoeaceae sensu lato. Dasypogonaceae cũng từng được liên kết với các nhóm thực vật một lá mầm ưa khô hạn tại Australia với bề ngoài tương tự khác như Asparagales - Asphodelaceae - Xanthorrhoeoideae và Asparagaceae - Lomandroideae.
Hệ thống APG II năm 2003 (không thay đổi từ hệ thống APG năm 1998) cũng như hệ thống APG III năm 2009 thì công nhận họ này và đặt nó trong nhánh Thài lài (commelinids) của thực vật một lá mầm, nhưng không đặt trong bộ nào. Hệ thống APG IV năm 2016 đặt họ này vào bộ Cau (Arecales).
Theo APG, họ này bao gồm 16-18 loài trong 4 chi, sinh sống tại khu vực miền nam và tây nam Australia, chủ yếu là khu vực phía tây nam bang Tây Australia và phía nam bang Victoria. Đại diện được biết đến nhiều nhất là cây bồng thảo (Kingia australis).

## Các chi
- Dasypogoneae Engler: 2 chi, 16 loài.
  - Calectasia
  - Dasypogon
- Kingieae Horaninow: 2 chi, 2 loài.
  - Baxteria: 1 loài (Baxteria australis).
  - Kingia: 1 loài, bồng thảo (Kingia australis).

### Chuyển đi
- Lomandra: Từng được xếp trong họ Dasypogonaceae, Xanthorrhoeaceae hay Liliaceae nhưng hiện nay được xếp trong tông Lomandreae của phân họ Lomandroideae trong họ Asparagaceae.[7]

## Phát sinh chủng loài
Cây phát sinh chủng loài của họ Đa tu thảo so với các bộ thực vật một lá mầm khác trong nhánh Thài lài lấy theo APG III.
|  | Poales                                                        |
|  |                                                               |
|  | \| \| Commelinales \| \| \| \| \| \| Zingiberales \| \| \| \| |
|  |                                                               |
|  | Commelinales                                                  |
|  |                                                               |
|  | Zingiberales                                                  |
|  |                                                               |

|  | Commelinales |
|  |              |
|  | Zingiberales |
|  |              |

|  | Poales                                                        |
|  |                                                               |
|  | \| \| Commelinales \| \| \| \| \| \| Zingiberales \| \| \| \| |
|  |                                                               |
|  | Commelinales                                                  |
|  |                                                               |
|  | Zingiberales                                                  |
|  |                                                               |

|  | Commelinales |
|  |              |
|  | Zingiberales |
|  |              |

## Niên đại
Các ước tính niên đại của nhóm chỏm cây của Dasypogonaceae là khoảng 100 triệu năm trước (Ma), (78-)68(-56), (81-)41(-13) Ma, (42-)39(-38) Ma và khoảng 34 Ma.

### Dasypogoneae
Hai chi Calectasia và Dasypogon có thể đã rẽ ra khỏi nhau vào khoảng (62-)42, 38(-19) Ma hay 49-41 Ma.